# Oberhofmeister

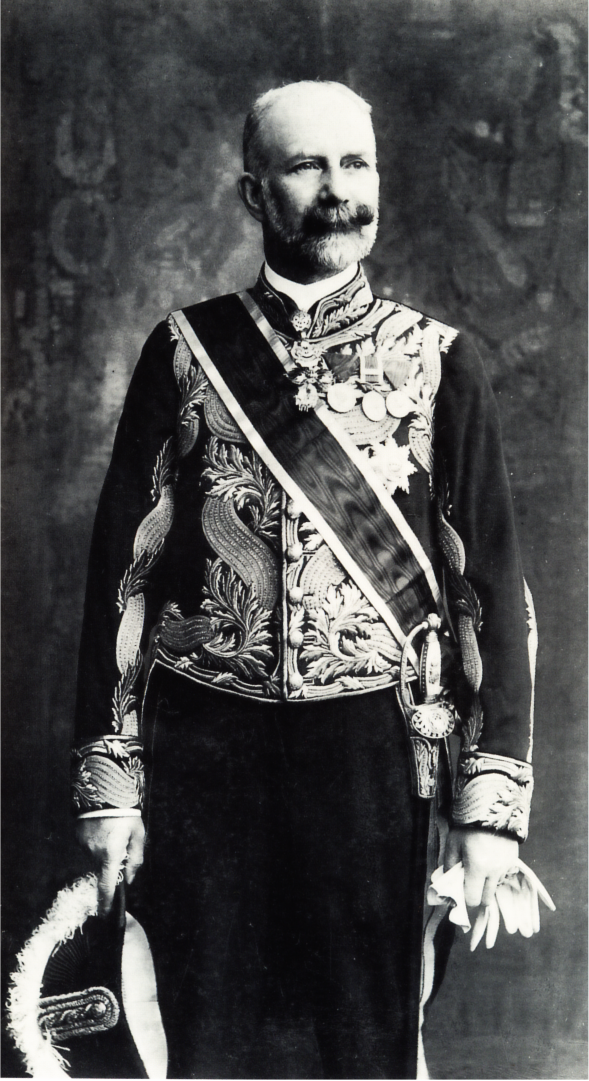
Image d'Alfred von montenuovo, en uniforme de gala

## En Russie
Les termes allemands Oberhofmeister ou Obersthofmeister (en russe : обер-гофмейстер, (français : Grand Maître de la Cour)), que l'on peut traduire par haut-ministre de la maison impériale, est le second grade de la table des Rangs, instituée en 1722 par Pierre le Grand, pour les dignitaires de la cour dans l'Empire russe. Le rang le plus élevé était celui d' Obermarschall (обер-маршал), grand chambellan ou grand maréchal de la cour.
Cet office de la couronne impériale donnait des responsabilités financières concernant la gestion de la maison impériale et des biens de la couronne.
Ce rang se trouvait juste au-dessus de celui de Hofmeister, maître ou ministre de la cour, qui donnait la responsabilité de la tenue quotidienne de la maison impériale et se trouvait au troisième rang sur les quatorze que comportait la hiérarchie des fonctionnaires de la cour.

## En Bavière
En Bavière, Oberhofmeister est l'une des grandes charges de la cour de Bavière qui équivaut en français à celle de Grand Maître ou encore de Surintendant de la maison du roi ou de la reine de Bavière.